# The Mauritius Command (série radiophonique)
Pour l’article homonyme, voir Expédition à l'île Maurice (roman).

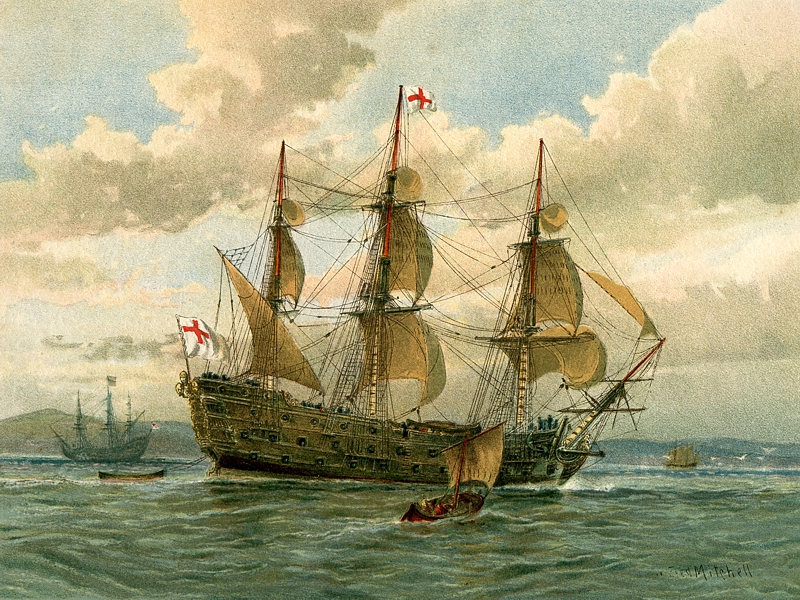
Tableau de William Frederick Mitchell utilisé par le site officiel de la BBC Radio 4 pour illustrer la série radiophonique.

The Mauritius Command est une adaptation radiophonique diffusée par BBC Radio 4 en avril 2011 du quatrième roman de la série des Aubreyades écrite par Patrick O'Brian, connu sous le nom d'Expédition à l'île Maurice en français.
Faisant suite à une précédente série radiophonique de 2008, elle est également dirigée et produite par Bruce Young tandis que la mise en scène est assurée par Roger Danes. La série est divisée en trois épisodes d'une heure chacun.

## Déroulement
Jack Aubrey est promu commodore et prend le commandement d'une escadre de navires anglais chargés de prendre l'île Maurice et La Réunion aux Français. Désormais aux commandes d'un ensemble de navires, il va devoir faire face aux nombreux officiers supérieurs de ces bâtiments, y compris Lord Clonfert et le capitaine Corbett, et gagner la confiance de leurs équipages.
L'histoire de cette adaptation, tout comme celle du roman, est inspirée de la campagne de l'île Maurice, entre 1809 et 1810, et notamment de la bataille de Grand Port.

## Distribution

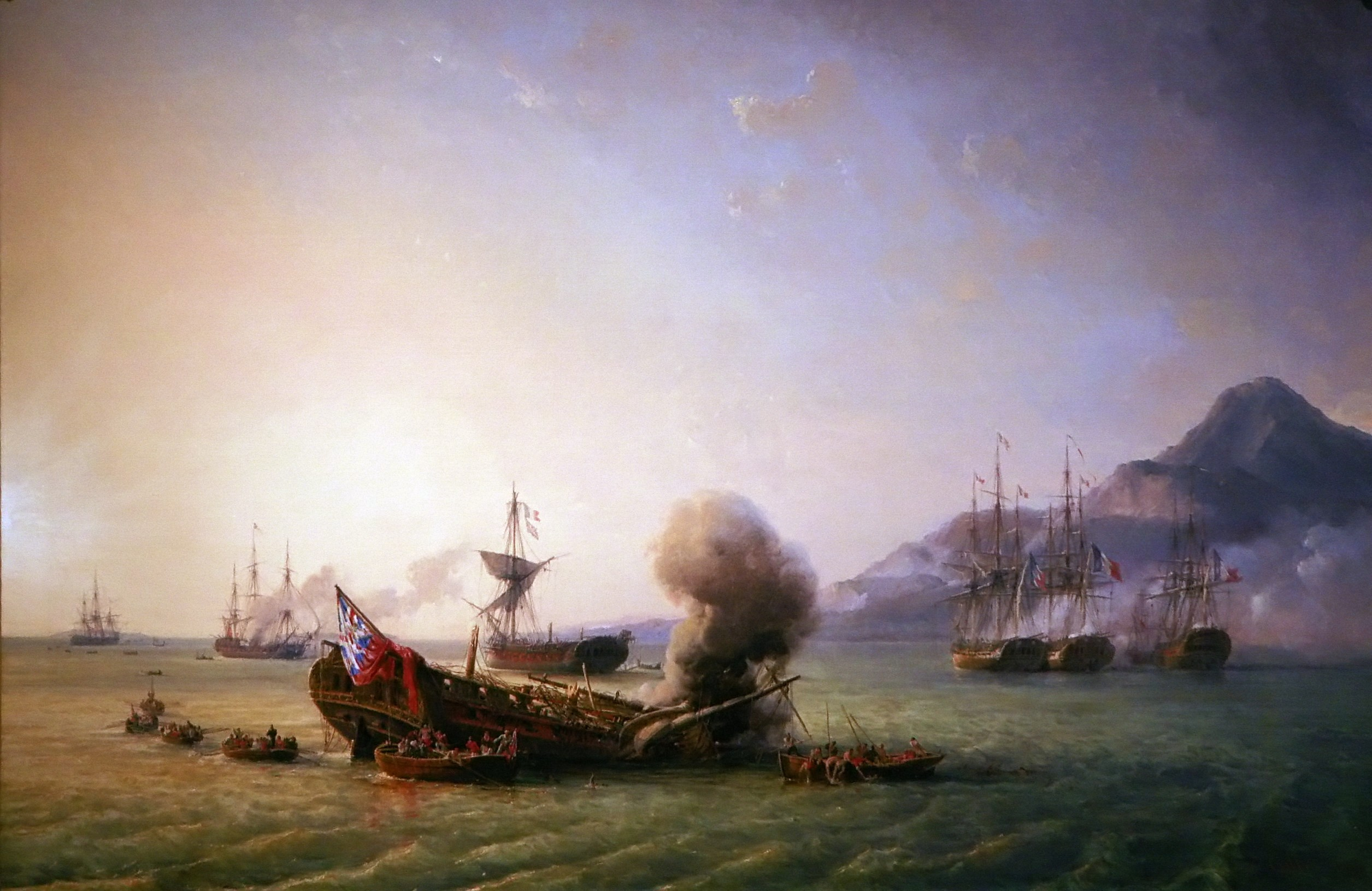
Le combat de Grand Port, huile sur toile de Pierre-Julien Gilbert.

- David Robb : capitaine Jack Aubrey
- Richard Dillane : Stephen Maturin
- David Rintoul : gouverneur Farquhar
- Thomas Arnold : lieutenant-colonel Keating
- Sam Dale : Lord Clonfert (1er et 2e épisodes) - major O'Neil (3e épisode)
- Christian Rodska : capitaine Corbett
- Max Dowler : lieutenant Seymour
- Nyasha Hatendi : midshipman George Johnson (1erépisode et 3e épisode) - lieutenant Briggs (2e épisode)
- Sean Baker : docteur McAdam - amiral Bertie
- Brian Bowles : capitaine Pym (1er et 2e épisodes)
- Joanna Monro : madame Williams (1er épisode)
- Sally Orrock : Sophie Aubrey (1er épisode)
- Lloyd Thomas : midshipman Cotton (2e épisode) - lieutenant Tullidge (3e épisode)
- Pip Carter : lieutenant Webber (2e épisode)
- David Holt : lieutenant Pullings (3e épisode)